# Бердяська сільська рада
Бердя́ська сільська рада (рос. Бердяшский сельский совет) — муніципальне утворення у складі Зілаїрського району Башкортостану, Росія. Адміністративний центр — село Бердяш.

## Населення
Населення — 561 особа (2019, 598 в 2010, 637 в 2002).

## Склад
До складу поселення входять такі населені пункти:
| Населений пункт          | Населення, осіб (2002) | Населення, осіб (2010) |
| ------------------------ | ---------------------- | ---------------------- |
| Бердяш, село             | 465                    | 450                    |
| Верхня Казарма, присілок | 20                     | 12                     |
| Новоалександровка, село  | 135                    | 119                    |
| Сосновка, присілок       | 17                     | 17                     |